# Sisters (Oregon)
Sisters és una població dels Estats Units a l'estat d'Oregon. Segons el cens del 2008 tenia 1.875 habitants.

## Demografia
Segons el cens del 2000, Sisters tenia 959 habitants, 397 habitatges, i 262 famílies. La densitat de població era de 255,4 habitants per km².
Dels 397 habitatges en un 33% hi vivien nens de menys de 18 anys, en un 49,6% hi vivien parelles casades, en un 11,8% dones solteres, i en un 33,8% no eren unitats familiars. En el 25,2% dels habitatges hi vivien persones soles el 8,8% de les quals corresponia a persones de 65 anys o més que vivien soles. El nombre mitjà de persones vivint en cada habitatge era de 2,41 i el nombre mitjà de persones que vivien en cada família era de 2,88.
Per edats la població es repartia de la següent manera: un 26,1% tenia menys de 18 anys, un 9% entre 18 i 24, un 26,1% entre 25 i 44, un 25% de 45 a 60 i un 13,9% 65 anys o més.
L'edat mediana era de 39 anys. Per cada 100 dones de 18 o més anys hi havia 103,7 homes.
La renda mediana per habitatge era de 35.000$ i la renda mediana per família de 43.977$. Els homes tenien una renda mediana de 35.563$ mentre que les dones 21.771$. La renda per capita de la població era de 17.847$. Aproximadament el 7,4% de les famílies i el 10,4% de la població estaven per davall del llindar de pobresa.

## Poblacions més properes
El següent diagrama mostra les poblacions més properes.